# Egger-Bahn

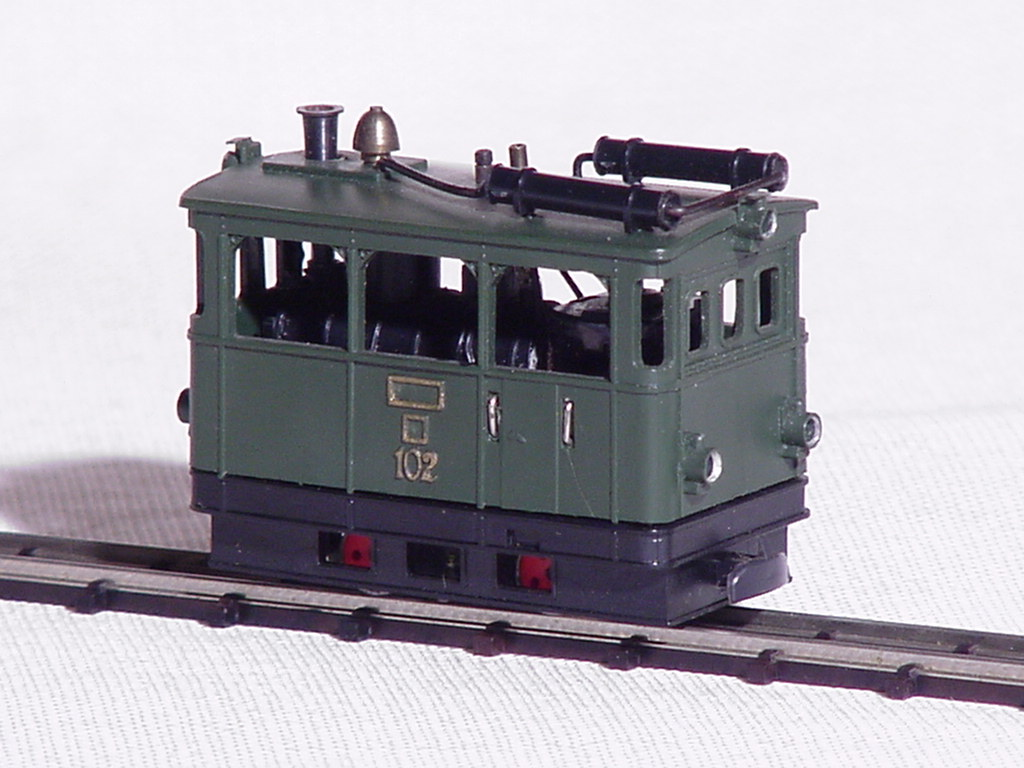
Egger-Bahn Feurige Elias stoomlokje

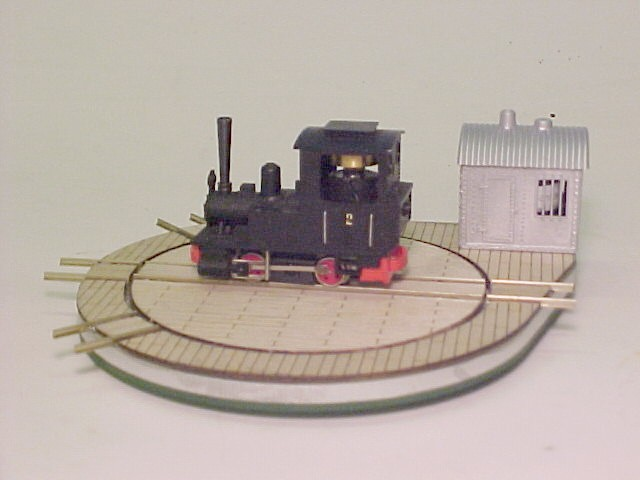
Egger-Bahn stoomlokje op draaischijf

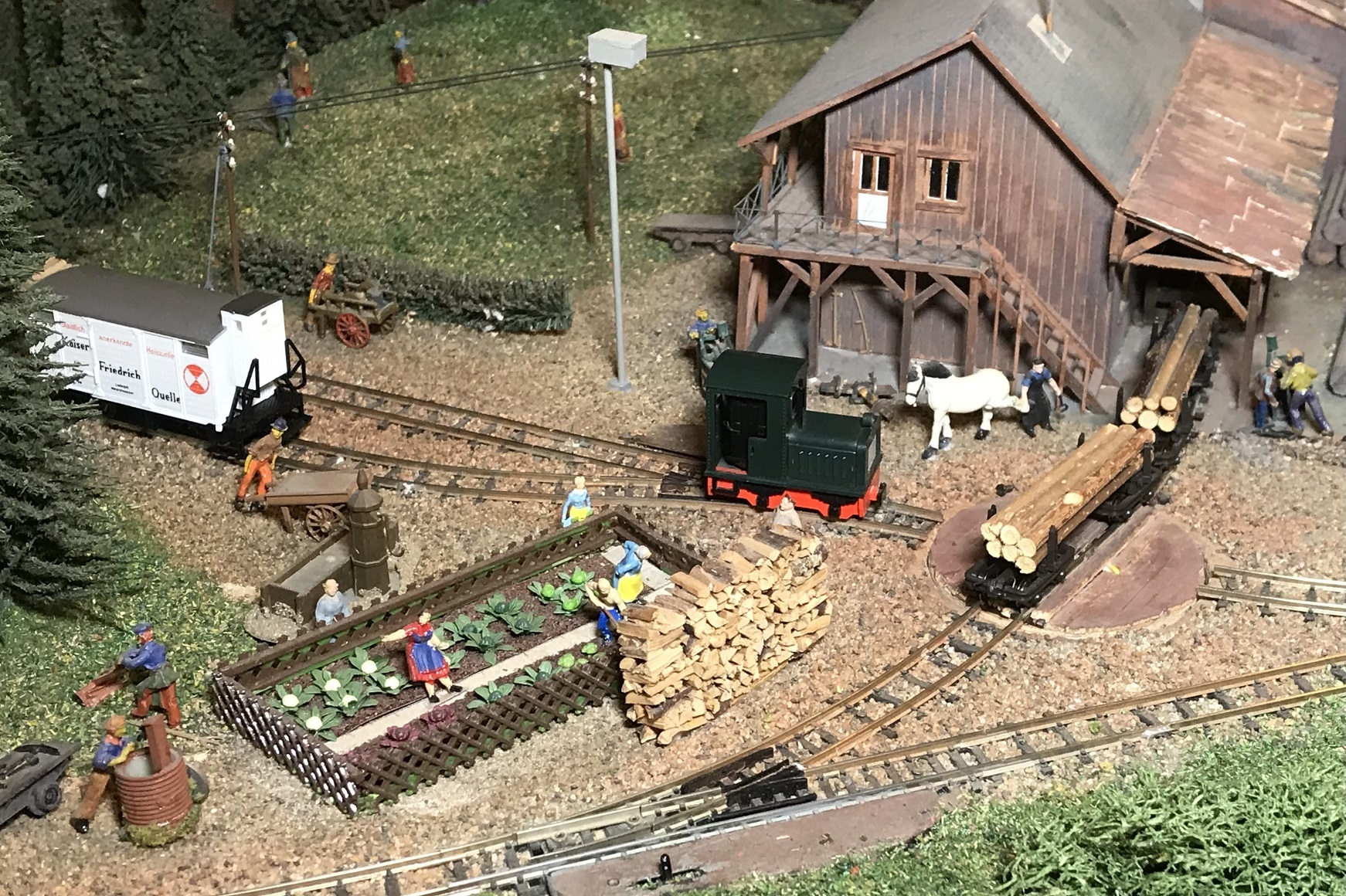
Links en in het midden van de foto, voertuigen van de Egger Bahn, op een privébaan H0e-layout in Bern

Egger-Bahn is een Duits modeltreinmerk.

## Geschiedenis
In 1963 werd Egger-Bahn voor het eerst in een groot diorama voorgesteld op de Nürnberger Spielwarenmesse. De modellen van de drie gebroeders Egger waren bijzonder gedetailleerd. Het waren modellen in de schaal H0 (1:87) op een spoorwijdte van 9 mm. Dit komt in werkelijkheid overeen met een spoorwijdte van 750 mm, smalspoor dus.
Dat kende men in die tijd nog niet. De modellen van Egger-Bahn kon men nadien op allerlei diorama's terugvinden. Faller heeft veel gebruikgemaakt van de Egger-modellen. Faller was in een schaal van 1:100 en doordat het smalspoor er kleiner uitzag leken de Faller-modellen op de juiste schaal.
Het grote succes had ook zijn keerzijde. De productiecapaciteit moest snel vergroot worden om aan de vraag te kunnen voldoen. Hiervoor moest kapitaal worden aangetrokken. Daarbij hadden de broers geen goed beeld over de toekomst en de soort en kwaliteit van de producten. Alle onenigheid tezamen leidde ertoe dat de drie broers midden jaren zestig besloten ermee op te houden tezamen het bedrijf te leiden.
Om aan de grote vraag te kunnen voldoen, besloot men om de modellen en daarmee het productieproces te vereenvoudigen. De markt reageerde hier slecht op en de omzet bleef achter bij de verwachtingen. De investeringen bleven in de voorraad zitten en konden niet meer omgezet worden. Een andere financier werd gevonden in de firma Tristan-films die o.a. de films van Winnetou maakte. Door het grote financiële belang verwierf men ook zeggenschap in het modelontwerp. Hier zijn de Amerikaanse modellen uit voortgekomen, die niet samengingen met het beeld dat de gebroeders Egger zelf hadden.
Toen de verkoop niet verbeterde hebben de nieuwe eigenaren het merk overgedaan aan Jouef in Frankrijk. Deze brachten een deel van het assortiment, soms nog verder vereenvoudigd, op de markt naast hun eigen modellen. Begin van de jaren zeventig is Jouef met de productie gestopt omdat er te weinig vraag naar de modellen was.
Omdat er vanuit de klanten toch vraag bleef naar de smalspoormodellen van Egger/Jouef besloot men midden jaren tachtig opnieuw een aantal modellen uit te brengen. De modellen kregen nieuwe motoren van Mabuchi en een ander motorframe. Doordat de afzet grotendeels op Frankrijk georiënteerd was, bleef de omzet achter en begin jaren negentig is de productie opnieuw beëindigd. Ook waren de mallen van de modellen grotendeels versleten en het was financieel niet haalbaar nieuwe te maken.
Het merk is nu geheel van de detailhandelsmarkt verdwenen, maar is nog redelijk goed te verkrijgen via de grote modelspoorbeurzen, of via particulieren.